# Клајпеда
Клајпеда (литв. Klaipėda, рус. Клайпеда, пољ. Kłajpeda) је трећи град по величини у Литванији, смештен у њеном западном делу. Град је управно средиште истоименог Клајпеда округа.
Клајпеда је и једина велика лука Литваније, смештена на обалама Балтичког мора. Лука Клајпеда данас повезује Литванију са Шведском, Данском и Немачком. Поред града се налазе популарна одмаралишта Неринга и Паланга.

## Порекло назива
Древни, немачки назив града је Мемел, који изведен од назива тевтонског замка на месту данашњег града, Мемелбурга. Сматра се да је назив куронијског порекла. Дати назив као службени назив града био од 1252—1923. и од 1939—1945..
Литвански облик Клајпеда се користи у литванским изворима од 15. века. 
Град се првобитно помиње као Калојпеде у Витолдовом писму 1413. године, а у преговарачким документима из 1420. године град је назван Клајпеда.
Као једини у званичној употреби од 1945. године.

## Грб
Савремени грб настао је рестаурацијом старих печата града Мемела (аналогно онима који су коришћени 1446, 1605. и 1618. године). Потврђен је 1. јула 1992. године.

## Географија
Клајпеда је смештена у западном делу Литваније. Од главног града Вилњуса град је удаљен 310 км западно, а од Каунаса, другог по величини града у држави, 215 км западно.
Рељеф: Град Клајпеда се налази у југоисточном делу Балтичког мора. Град се образовао у равничарском, некад мочварном подручју, на северном крају Курског залива, који је одељен Курском превлаком од главнине мора. Стратешки, Клајпеда је постављена на улазу у залив, па се из ње надзире велики део овог дела Балтика.
Клима: У Каунасу влада континентална клима.
Воде: Клајпеда је смештена на Балтичком мору. Град је велика лука, а северно од града пружа се „литванска ривијера“ (Паланга, Неринга).

## Историја
Кроз скоро целу историју Клајпеда је била део Пруске, Немачке и Литваније. Архитектура у граду је слична грађевинама у Енглеској, Данској и Немачкој.
Област су у 7. веку населила балтичка племена. Клајпеда је најстарији град који се налази на модерној литванској територији. Балти су у почетку основали Клајпеду као трговачки центар за складиштење робе и годишње сајмове са Немцима.
Тевтонски витезови су подигли замак Мемелбург на том месту 1252. године. Према различитим изворима, Мемел је добио градска права Либека 1254. или 1258. Након тога статус Клајпеде је био посебан јер су само три града у држави Теутонског реда имала градска права Либека. У следећем раздобљу око града се образовало градско насеље Мемел, настањено Немцима, док је окружење остало литванско. Између два народа је често долази до сукоба. 1379. године град су преузели литвански кнежеви. На крају, 1422. године споразумно је одређена граница између тевтонског Мемела и литванског залеђа, која се одржала следећих 500 година. Међутим, две миље литванских територија, укључујући Клајпеду, остављене су реду. Године 1454, краљ Казимир IV је на захтев анти-Тевтонске Пруске конфедерације укључио регион у Краљевину Пољску. После Тринаестогодишњег рата (1454–1466) град је постао део Пољске као феуд који су држали Теутонски витезови и тако се налазио у оквиру Пољско-литванске уније. Обновљени град је добио градско право Кулма 1475. године.
У 16. веку, становништво Мемела је прихватило лутеранство. Градско становништво било је познато по обради дрвета. У следећем раздобљу град је доживео привредни и културни процват, прекинут Тридесетогодишњим ратом у 17. веку. Град је 1773. године постао део Источне Пруске. Током Наполеонових ратова, Мемел је постао привремена престоница Пруске краљевине. Између 1807. и 1808. град је био резиденција краља Фридриха Вилхелм III, његове супруге Лујзе, његовог двора и владе. Дана 9. октобра 1807. краљ је у Мемелу потписао документ, касније назван Октобарски едикт, којим је укинуто кметство у Пруској. Међутим, крајем 19. века град почиње заостајати као најсевернији и најисточнији град у тадашњој Немачкој царевини. Град је и даље задржао изразити немачки карактер. Немачки попис становништва из 1910. наводи да становништво територије Мемел има 149.766 становника, од којих је 67.345 изјавило да је литвански њихов први језик. Немци су у великој мери доминирали у граду и луци Мемел, као и у другим оближњим селима; литванско становништво је било преовлађујуће у руралним областима овог подручја.
После Првог светског рата област Мемела је стављена под међународну управу. Новооснована Литванија је 1923. године заузела целу област и званично је прикључила себи следеће године. Град добија двојни назив Мемел - Клајпеда. У овим годинама долази до непријатељства Немаца и Литванаца у области Мемела. Све ово је завршено ултиматумом Рибентропа Литванији 1939. године, којом је област Мемела враћена Немачкој. Адолф Хитлер је посетио луку и одржао говор становницима града. Ово је била последња Хитлерова територијална аквизиција пре Другог светског рата. Током рата, Немци су водили подлогор принудног рада у логору за ратне заробљенике Сталаг И-А за савезничке ратне заробљенике у граду, а протерани Пољаци из Пољске коју су окупирали Немци такође су заробљени и упућени на  принудни рад у близини града.
Међутим, већ 1945. године СССР је заузео Мемел, сада Клајпеду. У то време су матични Немци исељени у матицу, а у град су се доселили Литванци и други народи из Совјетског Савеза (углавном Руси и Белоруси). После стицања независности, Клајпеда је постала трећи по величини град и највећа лука Литваније, али је град претрпео суноврат привреде и осипање становништва.
Град је почео да развија културне активности 1970-их и 1980-их, као што је увођење културне традиције Фестивала мора, где хиљаде људи долазе да славе из целе земље. Универзитет у Клајпеди је основан 1991. Клајпеда је сада дом двојезичне немачко-литванске институције, Hermann-Sudermann-Schule, као и Универзитета на енглеском језику, LCC International University.
У 2014. Клајпеду су 64 пута крузери, по први пут надмашивши престоницу Летоније - Ригу.

## Становништво
| Година       |
| Становништво |
| ------------ |

Данас је Клајпеда трећи по величини град Литваније и има 187.442 (2005. г.), док је пре имао 207.100 (1992. г.).
Етнички састав: Током 20. века дошло је до знатних промена у етничкој слици града. Док су на његовом почетку Немци били претежно становништво, данас су то народи бившег Совјетског Савеза са литванском већином:
- Литванци 63,0%,
- Руси 28,2%,
- Пољаци 4,8%,
- Белоруси 0,5%,
- остали 3,5%.

## Галерија
- Старо језгро Клајпеде
- Градско позориште
- Православни Храм светониколског покрова
- Облакодер Пилсотас

## Познате личности
- Фридрих Вилхелм Август Аргеландер (de:Friedrich Wilhelm August Argelander)
- деда и отац Имануела Канта
- Симон Дах (en:Simon Dach)

## Партнерски градови
- Манхајм
- Лијепаја
- Дебрецин
- Куџи
- Карлскруна
- Либек
- Кливленд
- Череповец
- Гдиња
- Калињинград
- Котка
- Северни Тинсајд
- Могиљов
- Шчећин
- Лајпциг
- Одеса
- Ћингдао
- Мерида